# Dédovski
Dédovski (en rus: Дедовский) és un poble (un khútor) de Baixkíria, a Rússia, que en el cens del 2010 tenia vuit habitants. Pertany al districte de Iermolàievo.